# Indiaca

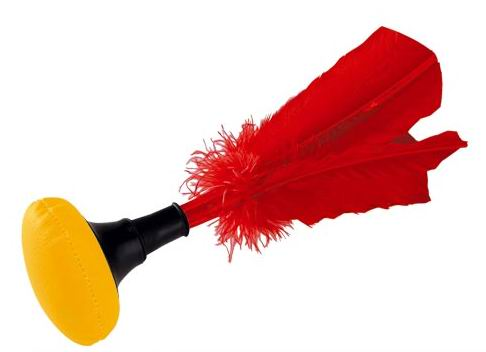
Indiacapluim

Indiaca is een sport die is ontstaan uit het Braziliaanse peteka-spel. Het komt, vooral wat de spelregels aangaat, veel overeen met volleybal. De 'bal' kan men echter het best vergelijken met de badmintonshuttle, hoewel de indiaciapluim met de vlakke hand wordt geslagen.

## Geschiedenis
Nog voor de komst van de Portugezen in Brazilië, werd het peteka-spel gespeeld door de inheemse bevolking, hierbij werd een pluim met de hand over en weer geslagen. Het oorspronkelijk door de Indianen gespeelde spel wordt tegenwoordig veelvuldig beoefend op de Braziliaanse stranden. Het aangepaste spel onder de naam indiaca heeft in Europa, met name  in Duitsland, veel aanhangers gevonden.

## Regels
Indiaca kan worden gespeeld in de open lucht of in de zaal. Het speelveld, dat 16 meter lang en 6,10 meter breed is, wordt door een net in twee helften verdeeld. De hoogte hiervan varieert al naargelang de leeftijd of het geslacht van de deelnemers en bedraagt tussen de 2,00 en 2,35 meter. Een team bestaat uit vijf spelers op het veld, en maximaal vijf wisselspelers op de bank.
De indiaciapluim wordt in het spel gebracht doordat een speler de pluim vanuit de opslagplaats (rechts achter) over het net in het veld van de tegenstander slaat. De spelers van de tegenpartij proberen nu de pluim, zonder dat deze de grond raakt, terug te slaan. Ieder team mag de pluim maximaal drie keer met de hand of arm (tot de elleboog) aanraken voordat deze wordt teruggeslagen. Er wordt gespeeld voor punten, alleen het team dat de opslag heeft, kan punten halen. Een team scoort één punt als de pluim in de speelhelft van de tegenstander de grond (binnen de lijnen) raakt, of doordat tegenspelers een fout maken. Voordat het scorende team mag opslaan (serveren) dient het kloksgewijs één plaats te roteren.
Het team dat het eerst 25 punten behaalt, met ten minste 2 punten verschil, heeft de set gewonnen. De match wordt gewonnen door twee van de drie sets te winnen. Hierdoor kan een wedstrijd bestaan uit twee of drie sets.

## Materiaal
De indiacapluim is plat van onder, en heeft een middellijn van 8 centimeter. De steel wordt gevormd door 3 gekleurde veren. De pluim weegt 40 – 50 gram en heeft een totale lengte van 25 centimeter.